# A Liszt Ferenc Zeneművészeti Egyetem nevezetes tanulóinak listája
Ezen a lapon a Liszt Ferenc Zeneművészeti Egyetem (más néven Zeneakadémia) nevezetes tanulóinak listája található, családi név szerinti betűrendben, születési és halálozási évvel, meghatározó zeneművészeti tevékenységével.
| Ábécé szerinti tartalomjegyzék                                                                           |
| --- |
| A, Á B C Cs D Dz Dzs E, É F G Gy H I, Í J K L Ly M N Ny O, Ó Ö, Ő P Q R S Sz T Ty U, Ú Ü, Ű V W X Y Z Zs |

## A, Á
- Anda Géza zongoraművész (1921–1976)
- Anday Piroska operaénekesnő (1903–1977)
- Andor Ilona kórusvezető, pedagógus (1904–1977)
- Antal Imre (1935–2008)
- Antal Mátyás fuvolaművész, karmester (1945– )
- Arányi Jelly hegedűművész (1895–1966)
- Ábrahám Márta hegedűművész (1971– )
- Árendás Péter [1] népzenész (1969– )

## B
- Bacsó Kristóf [2] jazzszaxofonművész (1976– )
- Balázs Árpád zeneszerző (1937– )
- Balogh Máté zeneszerző (1990– )
- Bábel Klára hárfaművész (1989– )
- Báll Dávid zongoraművész (1982– )
- Bársony László [3] brácsaművész (1946– )
- Bársony Péter brácsaművész (1975– )
- Bartók Béla zeneszerző (1881–1945)
- Batta András zenetörténész (1953– )
- Basilides Mária opera-énekesnő (1886–1946)
- Basilides Zoltán színész (1918–1988)
- Bella Máté zeneszerző (1985–)
- Bende Zsolt operaénekes (1926–1998)
- Binder Károly jazz-zongoraművész (1956– )
- Bíró Sári [4] zongoraművész (1912–1990)
- Bleier Lili hárfaművész (1896–1939)
- Bokor Margit operaénekesnő (1905–1949)
- Bolba Lajos karmester, zenei rendező (1931–2018)
- Boldoczki Gábor trombitaművész (1976–)
- Boros Jolán opera-, nóta- és népdalénekes (1914–1997)
- Böszörményi-Nagy Béla zongoraművész (1912–1990)

## C, Cs
- Csalog Gábor zongoraművész (1960– )
- Csengery Adrienne énekművész (1946– )
- Cziffra György (zongoraművész) zongoraművész (1921–1994)

## D
- Dalló Gyula hárfaművész (1934–2019)
- Darvas Gábor zeneszerző (1911–1985)
- Dienes Valéria írónő, táncpedagógus, filozófus (1879–1978)
- Dobszay Ágnes [5] zenetörténész, egyházzenész (1961– )
- Dohnányi Ernő zeneszerző, zongoraművész (1877–1960)
- Domahidy László operaénekes (1958– )
- Doráti Antal karmester (1906–1988)
- Dedinszky Izabella orgonaművész (1904–1994)

## E
- Eisemann Mihály zeneszerző, karmester, zongorista (1898–1966)
- Eötvös Péter zeneszerző, karmester (1944–2024)

## F
- Faludi Judit csellóművész (1968– )
- Falvai Sándor zongoraművész (1949– )
- Farnadi Edith [6] zongoraművész (1921–1973)
- Fassang László orgonaművész (1973– )
- Fekete Gyula [7] zeneszerző (1962– )
- Fenyves Loránd [8] hegedűművész (1918–2004)
- Fischer Annie zongoraművész (1914–1995)
- Földes Andor zongoraművész (1913–1992)
- Frankl Péter zongoraművész (1935– )
- Fricsay Ferenc karmester (1914–1963)
- Friedrich Ádám kürtművész (1937–2019)

## G, Gy
- Gencsy Sári operaénekesnő (1924–2008)
- Gertler Endre hegedűművész (1907–1998)
- Geyer Stefi hegedűművész (1888–1956)
- Gregor József operaénekes (1940–2006)
- Guttmann Márta hárfaművész (1897–1981)
- Gulyás Dénes operaénekes (1954– )
- Gulyás Márta [9] zongoraművész (1953– )
- Gyöngyössy Zoltán [10] fuvolaművész (1958–2011)
- Gyurkovics Mária operaénekesnő (1913–1973)

## H
- Hamari Júlia operaénekesnő (1942– )
- Hantos Balázs operaénekes (1944– )
- Hock Bertalan (1928–2019)
- Huszka Jenő zeneszerző (1875–1960)

## I
- Ilosfalvy Róbert operaénekes (1927–2009)

## J
- Jandó Jenő zeneszerző (1928–2008)
- Jandó Jenő zongoraművész (1952–2023)
- Jeney Zoltán fuvolaművész (1915–1981)
- Jeney Zoltán zeneszerző (1943–2019)
- Jacobi Viktor zeneszerző (1883–1921)

## K
- Kabos Ilonka zongoraművész (1898–1973)
- Kadosa Pál zongoraművész, zeneszerző (1903–1983)
- Kálmán Imre zeneszerző (1882–1953)
- Katona Ágnes zongoraművész (1931–2019)
- Katona Ágnes Ariadné zongora és fuvolaművész
- Kelemen Barnabás hegedűművész (1978– )
- Kertesi Ingrid operaénekesnő (1957– )
- Kertész István [11] hegedűművész (1945– )
- Kertész István karmester (1929–1973)
- Kibédi Ervin színész (1924–1997)
- Kiss Gyula zongoraművész (1944– )
- Kocsis Zoltán zongoraművész, zeneszerző (1952–2016)
- Kodály Zoltán zeneszerző (1882–1967)
- Kokas Katalin hegedűművész (1978– )
- Kovács Béla klarinétművész (1937–2021)
- Kovács Dénes hegedűművész (1930–2005)
- Kovács Sándor [12] zenetörténész (1949– )
- Kovalcsik Katalin hárfatanár, etnomuzikológus (1954–2013)
- Körmendi Klára [13] zongoraművész (1944– )
- Kulcsár Juliska opera-énekesnő (1895–1977)
- Kulka János karmester (1929–2001)
- Kutnyánszky Csaba [14] karnagy (1967– )

## L
- Lajtha László zeneszerző (1892–1963)
- Lakatos György fagottművész (1960– )
- Lehotka Gábor orgonaművész (1938–2009)
- Lendvai Ernő [15] zeneteoretikus (1925–1993)
- Lendvay Kamilló zeneszerző (1928–2016)
- Lévai Mária hárfaművész (1969–2018)
- Lubik Hédy hárfaművész (1934–2022)

## M
- Marton Éva opera-énekesnő (1943– )
- Maros Éva hárfaművész (1946– )
- Medek Anna opera-énekesnő (1885–1960)
- Meláth Andrea opera-énekesnő (1968– )
- Melis György operaénekes (1923–2009)
- Mohay Miklós [16] zeneszerző (1960– )
- Mohayné Katanics Mária karnagy (1929–2017)

## N
- Nagy Péter zongoraművész (1960– )
- Nemes Katalin zongoraművész (1915–1991)
- Nemes László Norbert karnagy (1969– )
- Németh Amadé karmester, zeneszerző (1922–2001)
- Ney Tibor hegedűművész (1906–1981)

## O, Ó
- Ókovács Szilveszter operaénekes (1969– )
- Onczay Csaba csellóművész (1946– )
- Ormándy Jenő karmester (1899–1985)
- Orosz Júlia opera-énekesnő (1908–1997)
- Osváth Júlia opera-énekesnő (1908–1994)

## P
- Palló Imre operaénekes (1891–1978)
- Pálúr János orgonaművész (1967– )
- Pánczél Éva opera-énekesnő (1961– )
- Pándi Marianne zenetörténész (1924–2009)
- Pártos Ödön [17] zeneszerző, brácsaművész (1907–1977)
- Pászthy Júlia opera-énekesnő (1947– )
- Pásztory Edith zongoraművész (1903–1982)
- Pauk György hegedűművész (1936–2024)
- Péteri Lóránt [18] zenetörténész (1976– )
- Perényi Eszter hegedűművész (1943– )
- Pogány Imola [19] zongoraművész (1950– )
- Prunyi Ilona zongoraművész (1941– )

## R
- Razvaljajeva Anasztazija Dmitrijevna hárfaművész (1986– )
- Ránki Dezső zongoraművész (1951– )
- Reiner Frigyes karmester (1888–1963)
- Revere Gyula hárfaművész (1883–1945)
- Rékai Miklós hárfaművész (1906–1959)
- Réti József operaénekes (1925–1973)
- Rigó Magda opera-énekesnő (1910–1985)
- Rohmann Henrik hárfaművész (1910–1978)
- Rózsa Vera énekművész (1914–2010)

## S
- Sándor Anna gordonkaművész (1950–2022)
- Sándor Erzsi opera-énekesnő (1883–1962)
- Sándor György zongoraművész (1912–2005)
- Sándor Judit opera-énekesnő (1923–2008)
- Sándor Szabolcs karmester, zongoraművész (1973– )
- Sárosi Bálint népzenekutató (1925–2022)
- Sass Sylvia opera-énekesnő (1951– )
- Schiff András zongoraművész (1953– )
- Sebők György zongoraművész (1922–1999)
- Seiber Mátyás zeneszerző (1905–1960)
- Serei Zsolt zeneszerző (1954– )
- Serly Tibor zeneszerző (1901–1978)
- Simándy József operaénekes (1916–1997)
- Solti György karmester (1912–1997)
- Soós András [20] zeneszerző, egyházzenész (1954– )
- Svéd Sándor operaénekes (1906–1979)

## Sz
- Szabadi Vilmos hegedűművész (1959– )
- Szabó Balázs orgonaművész (1985– )
- Szarvas Klári hárfaművész (1911–2007)
- Szegő Júlia népdalgyűjtő, zenei szakíró (1893–1987)
- Székely Zoltán zeneszerző, hegedűművész (1903–2001)
- Szenthelyi Miklós hegedűművész (1951– )
- Szervánszky Endre zeneszerző (1911-1977)
- Szigeti József hegedűművész (1892–1973)
- Sziklay Erika énekművész (1934–2019)
- Szokolay Balázs zongoraművész (1961– )
- Szokolay Sándor zeneszerző (1931–2013)
- Szőnyi Olga opera-énekesnő (1933–2013)
- Szűcs Loránt [21] zongoraművész (1932–2012)

## T
- Takács-Nagy Gábor [22] hegedűművész (1956– )
- Takács Paula opera-énekesnő (1913–2003)
- Tallián Tibor zenetörténész (1946– )
- Temesi Mária opera-énekesnő (1957– )
- Tihanyi László zeneszerző (1956– )
- Tokody Ilona opera-énekesnő (1953– )
- Torgyán József politikus (1932–2017)
- Tornyai Péter zeneszerző (1987– )

## V
- Vajda János zeneszerző (1949– )
- Vásárhelyi Zoltán karnagy (1900–1977)
- Vásáry Tamás zongoraművész, karmester (1933– )
- Végh Sándor hegedűművész (1912–1997)
- Vigh Andrea hárfaművész (1962– )
- Vujicsics Tihamér zeneszerző, népzenegyűjtő (1929–1975)

## W
- Warga Lívia opera-énekesnő (1913–1988)
- Weiner Leó zeneszerző (1885–1960)
- Weninger Richárd hárfaművész (1934–2011)
- Wanda Wiłkomirska hegedűmúvész (1929–2018)
- Würtzler Arisztid hárfaművész (1925–1997)

## Z
- Zathureczky Ede hegedűművész (1903–1959)